# تمبل ران 2
تمبل ران 2  (بالإنجليزية: Temple Run 2)‏ هي لعبة لا نهائي، أصدرت ونشرت من قبل إيمانجي ستوديوز. كتكملة للعبة الأصلية، صممها وبرمجها فريق الزوج والزوجة كيث شيبيرد وناتاليا لوكيانوفا، أصبحت اللعبة متوفرة على متجر غوغل بلاي في 24 يناير 2013، وعلى ويندوز فون 8 في 20 ديسمبر.